# The European Union: In or Out
The European Union: In or Out foi um debate televisionado britânico que foi ao ar em 2 de abril de 2014 pela BBC Two. Apresentado por David Dimbleby, o debate foi transmitido ao vivo durante uma hora e contou com a presença de Nicki Clegg, a favor da permanência do Reino Unido na União Europeia, e Nigel Farage, a favor da saída do país do bloco econômico. As perguntas respondidas por ambos foram enviadas pelo público, possuindo a mesma quantidade para ambos lados, isto é, a quantidade de perguntas favoráveis pela saída eram a mesma quantidade do outro grupo, que lutava pela permanência. Um outro debate entre Clegg e Farage ocorreu na LBC, com a apresentação de Nicki Ferrari, transmitido uma semana antes do debate televisivo.